# Douglas Lima Onça
Douglas Lima Onça, mais conhecido como Douglas Onça (Araraquara, 31 de julho de 1957), é um ex-futebolista brasileiro e atuava como meia.

## Carreira
Formou-se nas categorias de base do Ferroviária, aonde se tornou profissional e teve grande destaque na sua carreira. Tornou-se o quinto maior artilheiro do clube com 66 gols marcados, em 270 jogos, obtendo 89 vitórias, 87 empates e 94 derrotas.
Passou pelo Coritiba, Sport e Avaí. Encerrou a sua carreira no Marcílio Dias em 1989.
Atualmente, participa de jogos festivos com o time máster da Ferroviária ao lado de grandes ídolos da história do clube. 

## Títulos
Atlético-GO
- Campeonato Goiano: 1988